# Damian Hugo von Helmstatt

Damian Hugo von Helmstatt

Damian Hugo von Helmstatt (* 1719; † 1782) war Mitbesitzer der Tiefburg in Handschuhsheim. Ab 1743 erwarb er gemeinsam mit seinem Bruder Joseph (1727–1803) die Orte Haßmersheim und Hochhausen.

## Leben
Er war der Sohn von Georg Adam von Helmstatt (1676–1741). Gemeinsam mit seinem Bruder Johann Ferdinand Joseph von Helmstatt (1727–1803) besaß Damian Hugo die Handschuhsheimer Tiefburg. Die Brüder erwarben ab 1743 gemeinsam von den Herren Horneck von Hornberg außerdem die Orte Haßmersheim und Hochhausen. Er war verheiratet mit Maria Isabella von Knöringen. Der Ehe entstammten fünf Kinder. Sein Sohn Franz Ludwig von Helmstatt (1752–1841) erlangte einen französischen Grafentitel und vereinte den gesamten Besitz der vormals weit verzweigten Familie von Helmstatt auf sich. Damian Hugo wurde auf dem Friedhof bei der Peterskirche in Heidelberg beigesetzt, später aber exhumiert und in die Familiengruft nach Hochhausen überführt.